# Дора Метева
Дора (Теодора) Василева Аврамова – по мъж Лалю Метева е българска поетеса, учителка, преводач и редактор на преводи. Твори под псевдонима Дарина Апостолова.

## Биография
Родена е на 24 март 1894 г. в София, в семейството на Васил Аврамов (1863-1946) от Калофер и Цветана Кънчева (1864-1943) от Габрово. Има двама братя — художника Никола Аврамов (1897-1945) и Рачо Аврамов (1900-1972). Омъжена за един от най-заможните българи — индустриалеца Лалю Метев Чехларов (1885-1957) от Габрово. Техен осиновен син е проф. Васил Метев (1931-2007), върху когото като настойници оказват силно въздействие за формирането на цялостната му личност.
Възпитаничка на Втора девическа гимназия „Отец Паисий“. Живее със семейството си в кв. Ючбунар на улица „Отец Паисий“ № 34 в голяма къща с приветлив двор.
Дора Аврамова е избирана неколкократно за Мис „София“, конкурса за „Мис България“ – в тогавашния му вариант.
През 1916 г. завършва славянска филология и литература в Историко-филологическия факултет на Софийския университет. През 1918 г. придобива учителска правоспособност.
Назначена е за учителка по български език в Първа софийска девическа гимназия (днес 7 СОУ „Свети Седмочисленици“). Любопитен факт е, че си позволява да напише оценка „слаб“ на дъщерята на тогавашния министър-председател Александър Стамболийски, нещо което не си е бил позволявал нито един учител в страната. Веднага след това, през същата 1920 г., Дора Аврамова-Метева е уволнена от Първа софийска девическа гимназия заради открито изразяваните критики и прогресивни идеи.
Заема се изключително с благотворителност и заниманията си като филолог. Превежда романа „Освобождение“ (втора част на „Силния човек“) от Станислав Пшибишевски.
Всички стихове на Дора Метева, под псевдоним Дарина Апостолова са печатани в редактирания от Христо Чолчев Архив на оригинала от 2006-02-14 в Wayback Machine. тогава „Вестник на жената“ (1921-1923).
За тях някога Христо Ясенов (1889-1925) е писал, че са най-хубавите стихове на български против войната (1912-1918).
На 19 март 1941 г. на основание чл. 43 от ЗИДОИ (ДВ, бр.267/1940) официално осиновява племенника си Васил Метев.
По време на Втората световна война открито проявява антихитлериски и антивоенени настроения, поради което не веднъж е била изправяна пред заплахи.
След 9 септември 1944 г. попада под ударите на Закона за отчуждаване на едрата градска покрита недвижима собственост и Закона за трудовата поземлена собственост. Въз основа на което в периода от 1947 г. до години след смъртта ѝ настъпила през 1967 г. са конфискувани или одържавени всичките ѝ имоти и имущества, включително автомобилите и наследствените 1308 броя акции от Първо българско за цимент акционерно дружество „Лев“ – Плевен.
Принудена е да работи на хонорар като преводач и редактор на преводи към издателствата „М. Г. Смрикаров“, „Народна култура“, „Народна просвета“, „Народна младеж“, „Партиздат“, „Отечествен фронт“, „Наука и изкуство“, „Военно издателство“ и др., за да може да издържа семейството си.
От извършената проверка в архивните фондове на служба „Архив“ – МВР относно причините на изселване, се установява следното: По политически причини от София във Враца със заповед № 512/28.10.1949 г. на Министъра на вътрешните работи е изселено семейството в състав: Лалю Метев Чехларов – глава, Дора Василева Метева – съпруга, Васил Лалев Метев – син… 
Умира на 7 март 1967 г. в София.

## Преводи
Превела е над 50 тома от руски и световни класици, сред които:
- В. Бианки, „Горски къщурки“. Приказки и разкази. Просвета, 1946 (Илюстр. Е. Рачева)
- М. Е. Салтиков-Шчедрин, „Губернски очерки“, М. Г. Смрикаров, 1947
- М. Е. Салтиков-Шчедрин, „Господа Головльови“, М. Г. Смрикаров, 1947
- В. Костилев, „Москва в поход“, М. Г. Смрикаров, 1947
- Вилис Лацис, „Синът на рибаря“ Архив на оригинала от 2016-03-05 в Wayback Machine., О. Ф., 1950
- „Очерки по педагогика“, Н. И., 1950 (съвместно с Н. Мънков)
- А. С. Макаренко, „Знамена на кулите“, Н. К., 1951
- Алена Бернашкова, „Пътят е открит“, Н. К., 1952 (съвместно с Л. Кацкова)
- А. С. Макаренко, „Книга на родителите“, Просвета, 1952
- И. М. Духовни, „Очерки по педагогика“, Н. И., 1953 (съвместно с Н. Мънков)
- К. Федин, „Скица на Ленин“, в. О. Ф., 1953
- Н. И. Попов, „Дъщерята на учителя“, Н. П., 1954
- „Педагогика“ – учебник за учителските институти, Н. П., 1954 (съвместно с Н. Мънков)
- Lu Xun, „Щастливо семейство“, Н. К., 1955
- Джавахарлал Неру, „Откриването на Индия“, О. Ф., 1955
- А. И. Куприн, Избрани произведения в 2 тома, Н. К., 1956
- В. Губарьов, „Госпожица“, Н. К., 1956
- Н. Чуковски, „Балтийско небе“, Н. К., 1956
- Чжао Шу-Ли, „В село Санливан“, Н. К., 1957
- Го Мо-Жо, Избрани съчинения, Н. К., 1958
- Хан Сер Я, „Залез“, Н. К., 1958
- А. С. Макаренко, „Книга за родителите“, Н. П., 1960
- И. А. Паршин, „Луна“, Н. П., Природонаучна библиотека, Физика и математика, 1962 (съвместно с В. Метев)
- Пособие за учители, Н. П., 1963 (съвместно с В. Метев)
- А. И. Куприн, „Дуел“, Н. М., 1972
- К. Федин, „Необикновено лято“, П., I-изд. 1950, II-изд. 1977
- Джавахарлал Неру, „Пробуждането на Индия“, П., 1983
- А. И. Куприн, „Дуел“, В. И., I-изд. 1966, II-изд. 1983

Участвала е самостоятелно или колективно в преводите на повече от 300 книги и 200 филма.

## Любопитно
Запалена автомобилистка, притежавала луксозен буик и спортен модел ситроен (кабриолет). Първата от трите автомобилистки в България (заедно с царица Йоанна), за което свидетелства изпитен протокол 41227 от 1 август 1930 на Дирекция на полицията.